# Бальдетти, Роксана
Рокса́на Бальде́тти (исп. Roxana Baldetti; род. 13 мая 1962, Гватемала) — гватемальский государственный деятель. С 14 января 2012 года по 9 мая 2015 года занимала должность вице-президента Гватемалы. Была первой женщиной на этом посту.

## Биография

### Детство и юность
Роксана Бальдетти родилась 13 мая 1962 года в консервативной, католической семье. Её родителями были Алехандро Бальдетти и Глэдис Элиас де Бальдетти. Роксана училась в начальной школе Colegio Monte Carmelo, затем окончила педагогический колледж Colegio de Señoritas El Sagrado Corazón в историческом центре города Гватемала. Получила степень бакалавра журналистики, окончив Университет Сан-Карлос Гватемалы. Участвовала в конкурсе красоты «Мисс Гватемала» 1980 года.

### Карьера
После получения образования начала работать учителем начальных классов средней школы, затем была ведущей новостей в программе Aquí El Mundo. Роксана была одним из основателей телевизионной программы новостей Noticias, а затем работала в Univision в качестве корреспондента из Гватемалы. Роксана также является владельцем спа-салона и нескольких парикмахерских.

### Политическая деятельность
В 1990-х Роксана стала государственной служащей, заняв должность секретаря по связям с общественностью. В 2001 году она вместе с Отто Пересом Молиной основала Патриотическую партию Гватемалы. В 2004 году она была избрана в Конгресс Гватемалы, где занимала должность заместителя Патриотической партии. 15 августа 2011 года подала в отставку с этой должности в связи с тем, что собиралась участвовать в выборах в качестве кандидата на пост вице-президента. В 2009 году Роксана стала генеральным секретарём Патриотической партии.
Победу на выборах одержал тандем в который она входила. После этого она заняла пост вице-президента. Однако вскоре против неё были выдвинуты обвинения в коррупции. Роксана в мае 2015 года ушла в отставку и в конце августа 2015 года была арестована.

### Личная жизнь
В 1987 году Роксана вышла замуж за Мариано Паса, у пары родилось двое детей: Луис Педро и Марио.